# Michael Gunner

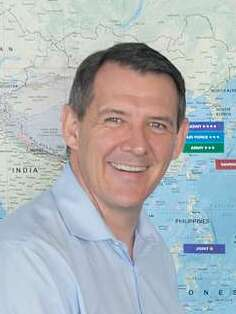
Michael Gunner (2017)

Hon. Michael Patrick Francis Gunner (* 6. Januar 1976 in Alice Springs, Northern Territory) ist ein australischer Politiker der Territory Labor Party (NTALP), die unter anderem zwischen 2015 und 2022 Vorsitzender der NTALP sowie von 2016 bis 2022 zugleich Chief Minister des Northern Territory war.

## Leben

### Mitglied der Legislativversammlung und Oppositionsführer
Michael Patrick Francis Gunner, ältestes von vier Kindern von Mick und Jane Gunner, dessen Urgroßvater sich in den 1930er Jahren aus Tiflis in Georgien in Tennant Creek niederließ. Nach dem Schulbesuch in Alice Springs, Tennant Creek und Darwin begann er ein Studium der Rechtswissenschaften an der Northern Territory University, der heutigen Charles Darwin University und wechselte dann zu einem grundständigen Studium, welches er mit Bachelor of Arts (B.A.) abschloss. Daraufhin arbeitete er beim Discounter Big W war zwischen 2001 und 2008 als Politikberater der Regierung für die damalige Chefministerin Clare Martin.
Nachdem Clare Martin bei der Wahl am 9. August 2008 auf eine erneute Kandidatur im Wahlkreis „Fannie Bay“ auf eine erneute Kandidatur verzichtet hatte, wurde Gunner als ihr Nachfolger erstmals zum Mitglied der Northern Territory Legislative Assembly gewählt und gehörte dieser bis zu seinem Mandatsverzicht am 27. Juli 2022 an. Während der zwölften Legislaturperiode war er zwischen dem 31. Dezember 2012 und dem 23. April 2015 Parlamentarischer Geschäftsführer (Opposition Whip) der oppositionellen Labor-Fraktion in der Legislativversammlung. Zugleich fungierte er vom 31. Dezember 2912 bis zum 31. Oktober 2014 Sprecher der Opposition für Pferderennen, Glücksspiel und Lizenzierung und für Alkoholpolitik sowie vom 31. August 2012 bis zum 24. Oktober 2013 für Regierungsverantwortung, für Bildung und Ausbildung, für Geschäft und Beschäftigung. Des Weiteren fungierte er zwischen dem 31. August 2012 und dem 24. Oktober 2013 als Sprecher für Staatlichkeit und außerdem vom 31. August 2012 bis zum 19. Februar 2013 als Sprecher der Opposition für Realpolitik, Verteidigungsunterstützung sowie Information, Kommunikation und Technologie. Im Anschluss war er ferner zwischen dem 19. Februar und dem 24. Oktober 2013 Oppositionssprecher für Polizei, Feuerwehr und Rettungsdienste sowie vom 24. bis 31. Oktober 2013 außerdem als Sprecher für Generalstaatsanwalt und Justiz und für Strafvollzug, ehe er zwischen dem 31. Oktober 2014 und dem 23. April 2015 Oppositionssprecher für Land und Planung, für Infrastruktur, für öffentlichen und bezahlbaren Wohnungsbau und für asiatische Beziehungen und Handel war. Als Nachfolger von Delia Lawrie wurde er schließlich am 23. April 2015 Vorsitzender der Territory Labor Party (NTALP), nachdem er gegen diese bei einer parteiinternen Abstimmung am 18. September 2013 unterlegen war, und bis zum 8. August 2016 auch Oppositionsführer in der Legislativversammlung. Zugleich fungierte er zwischen dem 23. April 2015 und dem 8. August 2016 zudem als Sprecher der Opposition für Finanzen, Großprojekte, Entwicklung Nordaustraliens, Polizei, Feuerwehr und Rettungsdienste sowie für eine offene und transparente Regierung.

### Chief Minister des Northern Territory
Bei den Parlamentswahlen am 27. August 2016 erhielt die Labor Party 42,2 Prozent der Erststimmen (18 von 25 Sitzen), die bislang regierende Country Liberal Party des bisherigen Chefministers Adam Giles 31,8 Prozent (2 Mandate) und die Unabhängigen 18,8 Prozent (5 Sitze). Die Wahlbeteiligung lag bei 74 Prozent. Am 31. August 2016 wurde Michael Gunner als neuer Chief Minister des Northern Territory vereidigt. In seiner Regierung fungierte er zudem zwischen dem 12. September 2016 und dem 30. Juli 2020 als Minister für Nordaustralien sowie vom 12. September 2016 bis zum 26. Juni 2018 als Minister für Angelegenheiten der Ureinwohner, als Minister für Polizei, Feuerwehr und Rettungsdienste und als Minister für Handel, Wirtschaft und Innovation. Im Zuge einer Regierungsumbildung bekleidete er ferner zwischen dem 26. Juni 2018 und dem 20. Juli 2020 die Posten als Minister für Handel und Großprojekte, Minister für Verträge und als Minister für Kinder sowie zuletzt vom 31. Januar 2019 bis zum 30. Juli 2020 als Minister für Wirtschaft und Innovation und als Minister für Verteidigungsjobs und Veteranenangelegenheiten.
Bei den Parlamentswahlen am 22. August 2020 erhielt die Labor Party 39,4 Prozent der Stimmen (14 von 25 Sitzen), die Country Liberal Party 31,3 Prozent (8 Mandate), die Territory Alliance 12,9 Prozent (1 Sitz) und die Unabhängigen 10,7 Prozent (2 Mandate). Die Wahlbeteiligung beträgt 74,9 Prozent. Michael Gunner übernahm weiterhin den Posten des Chief Minister und übernahm in seiner Regierung zusätzlich vom 8. September 2020 bis zum 12. Mai 2022 die Ämter als Schatzminister, Minister für strategische Verteidigungsbeziehungen und als Minister für Großprojekte sowie zwischen dem 8. September 2020 und dem 11. April 2022 zusätzlich noch Minister für den wirtschaftlichen Wiederaufbau des Territoriums. Am 10. Mai 2022 trat Chief Minister Michael Gunner zurück. Nicole Manison wurde zunächst kommissarische Chefministerin, ehe 13. Mai Natasha Fyles als Chief Minister vereidigt. Nach seinem Mandatsverzicht am 27. Juli 2022, wurde sein Parteifreund Brent Potter bei der notwendigen Nachwahl im Wahlkreis „Fannie Bay“ am 20. August 2022 zum Mitglied der Legislativversammlung gewählt.
Im November 2022 wechselte Gunner zum Bergbauunternehmen Fortescue Future Industries (FFI) und war dort zwischen April 2023 und Februar 2024 Leiter der Abteilung Australien West. Aus seiner am 3. Dezember 2017 geschlossenen zweiten Ehe mit der ABC-Journalistin Kristy O’Brien gingen zwei Söhne hervor.